# الیور کاتن
الیور کاتن (انگلیسی: Oliver Cotton؛ زادهٔ ۲۰ ژوئن ۱۹۴۴ بازیگر سینما، تلویزیون و تئاتر اهل بریتانیا است.
از فیلم‌ها یا برنامه‌های تلویزیونی که وی در آن نقش داشته‌است، می‌توان به کریستوف کلمب: اکتشاف، بیوولف، مارگارت، النی، رقصنده طبقه بالا، سیسیلی‌ها و الیور توئیست اشاره کرد.